# Перпиньян (регбийный клуб)
«Уньон Спортив де Арлёкян Перпиньян-Русийон» (фр. Union sportive arlequins Perpignan-Roussillon, также USAP или «Перпиньян» — французский регбийный клуб, выступающий в Топ 14. Команда основана в 1902 г. под названием AS Perpignan, в 1919 г. переименована в US Perpignan, в 1933 получила своё нынешнее название. Домашние матчи коллектив проводит на арене «Стад Эм-Жираль», вмещающей 14 593 зрителей. Цвета «Перпиньяна» — красный и золотой (кат. Sang i Or) — совпадают с традиционными каталонскими цветами.

## История
Клуб основан в 1902 г. под названием AS Perpignan. Первый для «Перпиньяна» финал чемпионата Франции состоялся 3 мая 1914 г. Южане встретились с «Тарбом» и выиграли со счётом 8-7. Матч, который посетили 15 000 зрителей, проходил на «Стад де Пон Жюмо» в Тулузе. Несколько регбистов из чемпионского состава несколько месяцев спустя погибли на Первой мировой войне. Чтобы почтить память покойных, было решено сменить цвет регбиек на цвет униформы французских пехотинцев.
Через четыре года после первого чемпионства клуб сменил название на US Perpignan. В 1921 г. команда во второй раз играла в главном матче сезона. 17 апреля «Перпиньян» обыграл «Тулузу» (5-0) на стадионе «Парк де Спорт ле Соклье» в Безье. Через три года в финале первенства в Бордо встретились те же участники. Впрочем, в тот раз сильнее оказалась «Тулуза» (0-3).
Команда играла успешно на протяжении всех 1920-х гг.: «Перпиньян» боролся за титул в 1925 и 1926 гг. В первом случае соперником выступил «Каркассон», и красно-золотые выиграли со счётом 5-0 — матч проходил в Нарбонне. Третий подряд финал южан вновь свёл их с «Тулузой». Как и в прошлый раз, встреча прошла в Бордо, а чемпионами стали регбисты «Тулузы» (11-0). На этом серия завершилась, следующего финала болельщики «Перпиньяна» ждали около десяти лет.

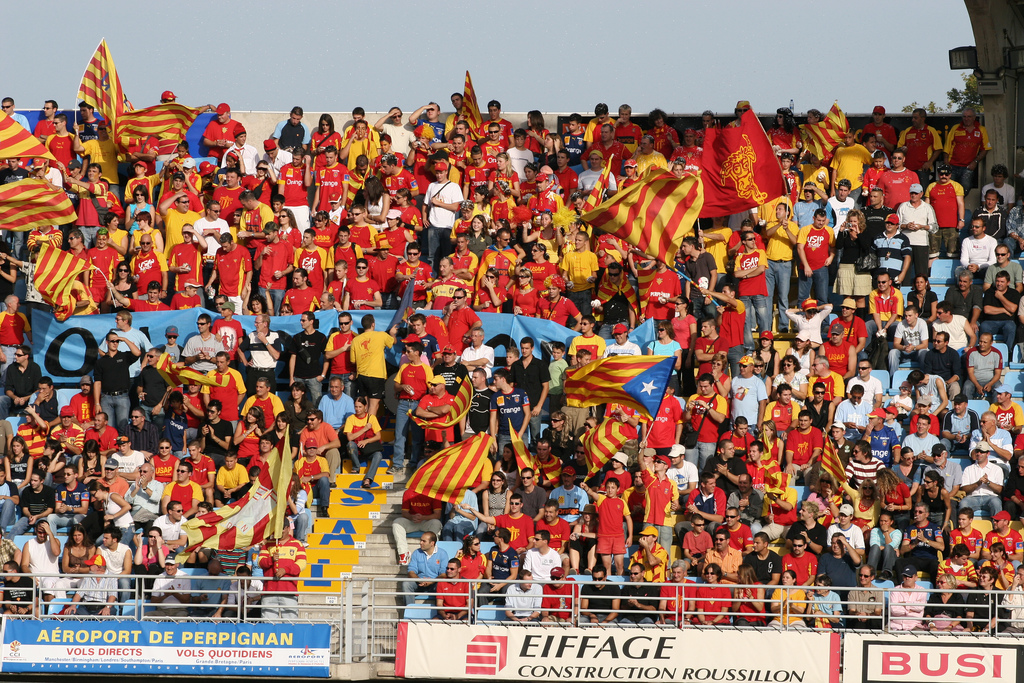
Болельщики клуба на домашней игре.

В 1935 г. команда встретилась в решающем матче первенства с «Биаррицем» на стадионе «Стад де Понт Жюмо». Матч, состоявшийся 12 мая, принёс титул аквитанцам. В утешение фанатам регбисты «Перпиньяна» одержали первую победу в турнире Шалёнж Ив дю Мануа. Спустя три сезона финальный матч чемпионата Франции проходил с тем же составом участников. Победив соперника со счётом 11-6, «Перпиньян» взял первое чемпионство с 1921 г. В этом же сезоне клуб дошёл до финала Шалёнж Ив дю Мануа. 1930-е гг. были для команды богатыми на победы. В 1936 г. Красно-золотые стали победителями и трёхкратными финалистами Шалёнж Ив дю Мануа, выиграли чемпионат и дважды становились обладателями серебряных медалей первенства.
Следующий финал «Перпиньяна» во французском чемпионате пришёлся на 1944 г. Команда играла с «Авирон Байоннез» на «Парк де Пренс» в столице. 26 марта игра выявила победителя — им стал «Перпиньян» (20-5), ставший уже пятикратным чемпионом страны.
Через восемь лет, в 1952 г., клуб сражался за шестой титул с «Лурдом». Игра прошла на «Стадьом Мунисипаль» в Тулузе и завершилась победой «Лурда» — 20-11. Через три года те же соперники сыграле в решающем матче чемпионата-1955. В Бордо сильнее оказался «Перпиньян» (11-6), ставший уже шестикратным чемпионом. Также в 1955 г. команда во второй раз стала победителем Шалёнж Ив дю Мануа. Через год южане заняли второе место в этом соревновании.

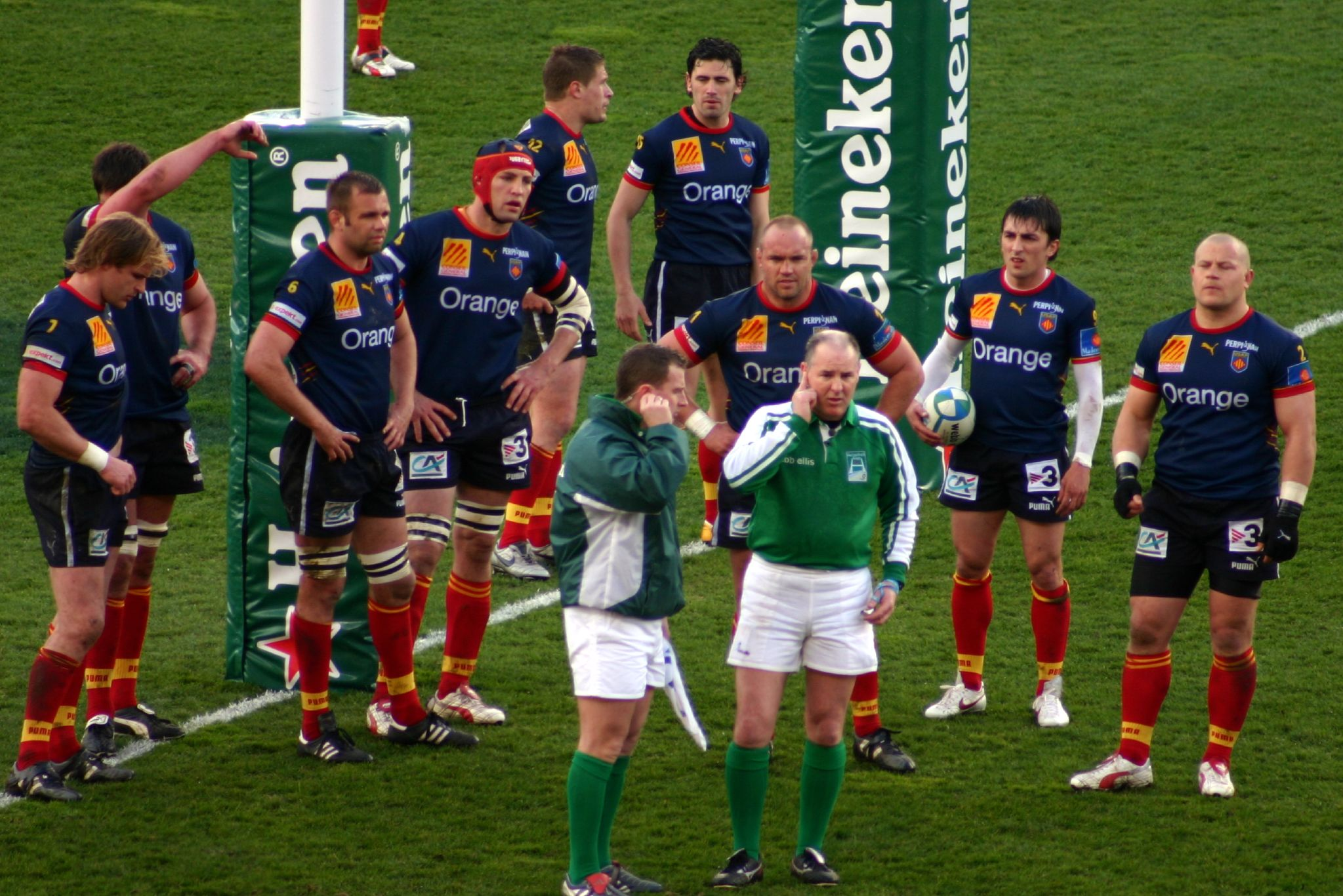
Команда во время матча в кубке Хейнекен.

«Перпиньян» стал трёхкратным чемпионом Шалёнж Ив дю Мануа в 1965 г. В 1977-м регбисты приняли участие в первом финале чемпионата с 1955 г. Оппонент — «Безье» — сумел переиграть красно-золотых на «Парк де Пренс» (12-4). В 1994 г. коллектив выиграл свой последний Шалёнж Ив дю Мануа, а в 1998 г. провёл матч за звание чемпиона. Встречу на «Стад де Франс» южане проиграли «Стад Франсе» (7-34), за матчем наблюдали 78 тысяч зрителей.
В 2002 г. клуб установил партнёрские отношения с регбийной командой Барселонского университета. В результате соглашения последняя сменила название на USAP Barcelona. На данный момент испанские «арлекины» играют в Дивисьон де Онор. Проиграв «Коломье» в полуфинале кубка Хейнекен 1998/1999, «Перпиньян» сумел дойти до решающего матча в 2003-м, когда команду возглавлял Оливье Сайссе. Тем не менее, в чисто французском финале удача была на стороне «Тулузы» (21-17). Игра прошла на арене «Лэнсдаун Роуд» в Дублине. В 2004 г. клуб в очередной раз проиграл в финале первенства. Оппонентом снова выступил «Стад Франсе» (38-20), матч также прошёл на «Стад де Франс». Число очевидцев поражения красно-золотых ещё возросло: на стадион пришли 79 722 любителя регби. С «Лэнсдаун Роуд» связан ещё один неприятный эпизод истории «Перпиньяна»: французы проиграли в четвертьфинале кубка Хейнекен 2005/2006 будущему чемпиону — «Манстеру».
Клуб подписал игрока «Олл Блэкс», одного из лучших игроков мира Дэна Картера в декабре 2008 г. — контракт был рассчитан на шесть месяцев. Сотрудничество сторон завершилось преждевременно: Картер порвал пяточное сухожилие.
В завершающей части сезона клубу предстояло сыграть в плей-офф Топ 14. «Перпиньян» обыграл «Стад Франсе» (25-21) и в главном матче одержал потрясающую победу над «Клермоном» (22-13). Через год команда вновь боролась за главный приз лиги с жёлто-синими, однако выиграл клуб из Клермон-Феррана. Для чемпионов этот титул стал первым при одиннадцати играх в финале.
В 2011 г. руководство «Перпиньяна» подписало соглашение о сотрудничестве с коллегами из Барселоны. Договор предусматривает, что французская команда получит PR-поддержку со стороны ФК «Барселона». По итогам сезона 2013/14 клуб выбыл во второй дивизион, Про Д2, вернувшись в Топ-14 в сезоне 2017/2018, но по итогам следующего сезона опять вылетев в Про Д2.

## Достижения
- Топ 14
  - Чемпион: 1914, 1921, 1925, 1938, 1944, 1955, 2009 — (7 раз).
  - Вице-чемпион: 1924, 1926, 1935, 1939, 1952, 1977, 1998, 2004, 2010 — (9 раз).
- Шалёнж Ив дю Мануа
  - Чемпион: 1935, 1955, 1994 — (3 раза).
  - Вице-чемпион: 1936, 1937, 1938, 1956, 1965 — (5 раз).
- Кубок Хейнекен
  - Финалист: 2003.
- Про Д2
  - Чемпион: 2018

## Финальные матчи

### Чемпионат Франции
| Дата              | Победитель       | Финалист          | Счёт           | Стадион                          | Посещаемость |
| 3 мая 1914 г.     | «Перпиньян»      | «Тарб»            | 8-7            | «Стад де Пон Жюмо», Тулуза       | 15 000       |
| 17 апреля 1921    | «Перпиньян»      | «Тулуза»          | 5-0            | «Парк де Спорт де Соклье», Безье | 20 000       |
| 27 апреля 1924 г. | «Тулуза»         | «Перпиньян»       | 3-0            | «Парк Лескюр», Бордо             | 20 000       |
| 3 мая 1925        | «Перпиньян»      | «Каркассон»       | 5-0            | «Мароссан», Нарбонна             | 20 000       |
| 2 мая 1926 г.     | «Тулуза»         | «Перпиньян»       | 11-0           | «Парк Лескюр», Бордо             | 25 000       |
| 12 мая 1935       | «Биарриц»        | «Перпиньян»       | 3-0            | «Стад де Пон Жюмо», Тулуза       | 23 000       |
| 8 мая 1938 г.     | «Перпиньян»      | «Биарриц»         | 11-6           | «Стад де Пон Жюмо», Тулуза       | 24 600       |
| 30 апреля 1939 г. | «Биарриц»        | «Перпиньян»       | 6-0 (доп. вр.) | «Стад де Пон Жюмо», Тулуза       | 23 000       |
| 26 марта 1944 г.  | «Перпиньян»      | «Авирон Байоннез» | 20-5           | «Парк де Пренс», Париж           | 35 000       |
| 4 мая 1952 г.     | «Лурд»           | «Перпиньян»       | 20-11          | «Стадьом Мунисипаль», Тулуза     | 32 500       |
| 22 мая 1955 г.    | «Перпиньян»      | «Лурд»            | 11-6           | «Парк Лескюр», Бордо             | 39 764       |
| 29 мая 1977 г.    | «Безье»          | «Перпиньян»       | 12-4           | «Парк де Пренс», Париж           | 41 821       |
| 16 мая 1998 г.    | «Стад Франсе»    | «Перпиньян»       | 34-7           | «Стад де Франс», Сен-Дени        | 78 000       |
| 26 июня 2004 г.   | «Стад Франсе»    | «Перпиньян»       | 38-20          | «Стад де Франс», Сен-Дени        | 79 722       |
| 6 июня 2009 г.    | «Перпиньян»      | «Клермон-Овернь»  | 22-13          | «Стад де Франс», Сен-Дени        | 79 205       |
| 29 мая 2010 г.    | «Клермон-Овернь» | «Перпиньян»       | 19-6           | «Стад де Франс», Сен-Дени        | 79 262       |

### Кубок Хейнекен
| Дата           | Победитель | Финалист    | Счёт  | Стадион                 | Посещаемость |
| 24 мая 2003 г. | «Тулуза»   | «Перпиньян» | 22-17 | «Лэнсдаун Роуд», Дублин | 28 600       |

## Текущий состав
Заявка на сезон Топ-14 2018/2019. Жирным выделены игроки, заигранные за национальные сборные.